# THQ Nordic
THQ Nordic GmbH （旧Nordic Games GmbH）は、ウィーンを拠点とするオーストリアのコンピュータゲームパブリッシャーであり、Embracer Groupの主要パブリッシング子会社。2011年に設立された同社は当初は親会社と同様にNordic Gamesという名称であったが、2014年に親会社が「THQ」の商標を取得した後、2016年8月に両社の名前がTHQ Nordicに改名された。THQ Nordicのコアポートフォリオは「JoWooD Entertainment」とその子会社「DreamCatcher Interactive」と「The Adventure Company」 （2011年）、「THQ」（2013年）、「NovaLogic」（2016年）など、他のデベロッパーやパブリッシャーから買収した資産で構成されている。 THQ Nordicは「Black Forest Games」、「Bugbear Entertainment」、「Gunfire Games」、「HandyGames」、「Piranha Bytes」、「Purple Lamp Studios」、「Rainbow Studios」を含む複数の子会社スタジオを買収し、設立している。

## 歴史

### Nordic Games GmbHとして（2011–2016）

旧Nordic Gamesのロゴ（2011–2016）

Nordic Games GmbHは、スウェーデンのコンピュータゲームパブリッシャー「Nordic Games Publishing AB」の子会社として2011年に設立された。2011年6月、Nordic GamesがJoWooD Entertainmentの資産（同社の製品、ブランド、関連会社の「DreamCatcher Interactive」や「The Adventure Company」を含む）を取得したことが発表された。JoWooD、DreamCatcher、The Adventure Companyは、Nordic Gamesのパブリッシングレーベルとして使用されることになっていた。数人の元JoWooD従業員が、元JoWooDのプロパティのバックログ販売に取り組むために、Nordic Gamesに雇われ、Nordic Games Publishingのパブリッシングチームは、運用を容易にするためにすぐに新しいNordic Gamesに統合された。
2013年4月、Nordic Gamesはアメリカのコンピュータゲームパブリッシャー「THQ」の倒産によるオークションで残ったすべてのIPを490万ドルで取得した。この取引には『Darksiders』『Red Faction』『MX vs.ATVフランチャイズ』を含む150を超える個々のゲームが含まれている。2013年6月、Nordic Gamesは、『Desperados: Wanted Dead or Alive』『Desperados 2: Cooper's Revenge』で構成されるDesperadosフランチャイズとゲーム『Silver』をAtariから取得した。
2013年12月、Nordic Gamesはドイツのミュンヘンを拠点とするCoreplayの元従業員で構成されるコンピュータゲームデベロッパー「Grimlore Games」を設立した。2014年5月、Nordic Gamesは『The Moment of Silence』『The Myster of the Drugs』『Curse of the Ghost Ship』の知的財産（IP）と『Overclocked: A History of Violence』と『15 Days』の販売権をドイツのパブリッシャー「DTP Entertainment」から取得した。
2015年7月には、Nordic Gamesとデベロッパー「Piranha Bytes」は、オリジナルのアクションRPG『ELEX』を発表した。翌月にNordic Gamesは、『Jagged Alliance』フランチャイズを含む多くのフランチャイズを倒産したドイツのパブリッシャー「bitComposer Entertainment」から取得した。2016年2月、Nordic Gamesはハンガリーのパブリッシャー「Digital Reality」から『Sine Mora』を含むすべてのIPを取得した。

### THQ Nordic GmbHとして（2016年–現在）
2016年8月、Nordic Gamesは親会社が2014年6月に取得した「THQ」商標を使用して親会社とともに社名をTHQ Nordic（それぞれTHQ Nordic GmbHおよびTHQ Nordic AB）に変更した。WingeforsとTHQ NordicのReinhard Polliceによると、社名変更はTHQの過去の評判の良さを利用するために行われたとのことであるが、THQのより最近の問題のある歴史とのつながりを避けるために、社名を「THQ」だけにすることは避けていた。2016年10月、THQ Nordicは、『Delta Force』を含む「NovaLogic」の全てのIPや資産を取得したと発表した。2016年12月、THQ Nordicは、「Mobile Gaming Studios」から『Sphinx and the Cursed Mummy』を買収し、「Enigma Software Productions」から『Legends of War』と『War Leaders：Clash of Nations』を買収したと発表した。2016年後半のある時に、 THQ Nordicはスウェーデンのカールスタードで「Mirage Game Studios」を設立した。
2017年2月、THQ NordicはDigital Continueと共同で、Microsoft Windows、PlayStation 4、Xbox One向けに2017年4月の発売を予定している『Lock's Quest』のリマスターを開発していることを発表した。2017年3月、THQ Nordicは『Baja: Edge of Control』のリマスター版『Baja: Edge of Control HD』、『ブロブ カラフルなきぼう』のMicrosoft Windows向け移植（BlitWorks開発）、およびMicrosoft Windows、PlayStation 4、Xbox One用の『Sine Mora』の拡張版『Sine Mora EX』を発表した。同月後半には、THQ NordicがSlipgate Studiosが開発する『Rad Rodgers』の販売を行うことが明らかになった。2017年5月、THQ Nordicは初代『Darksiders』のデベロッパー「VigilGames」の元従業員で構成された「Gunfire Games」が開発した新作『DarksidersIII』を発表した。2017年8月には、THQ Nordicはドイツのデベロッパー「Black Forest Games」を135万ユーロで買収し、スウェーデンのデベロッパー「Pieces Interactive」を280万クローナで買収した。これに続いて、2017年11月に『Biomutant』を開発中のスウェーデンのデベロッパー「Experiment 101」を7530万クローナで買収した。
2018年3月、ニコロデオンの資産のゲームに対するアクティビジョンのライセンスが切れた後、THQ Nordicは過去にTHQが販売した16作のニコロデオンゲームを再販売できるようにするニコロデオンとの提携を発表した。2018年7月、 THQ Nordicはドイツのモバイルゲームデベロッパー/パブリッシャー「HandyGames」を現金100万ユーロと業績に応じた最大150万ユーロのアーンアウトで買収した。2018年8月には、THQ Nordicは『Second Sight』と『TimeSplitters』フランチャイズの権利をCrytekから取得した。9月、THQ Nordicは中止されたプロジェクト『Copernicus』を含む、『Kingdoms of Amalur：Reckoning』のIPを38 Studiosから取得し、『Act of War』と『Alone in the Dark』フランチャイズをAtariから取得した。
2018年11月、THQ Nordicはフィンランドのデベロッパー「Bugbear Entertainment」の90％の株式を、同社のすべてのIPを含めて非公開の金額で取得し、残りの10％を後日購入するオプションを残した。同月、THQ Nordicは『Expeditions：Conquistador』と『Expeditions：Viking』を含むExpeditionsフランチャイズを買収し、シリーズクリエイターの「Logic Artists」と協力してシリーズ第三作のゲームを開発していることを発表した。2018年12月、THQ Nordicは2011年に『カーマゲドン』フランチャイズを購入していた「Stainless Games」から同フランチャイズを取得した。
2019年1月、THQ Nordicはベルギーのデベロッパー「Appeal」から『Outcast』フランチャイズの権利を取得した 。2019年5月、パブリッシャーはPiranha Bytesを買収した。2019年8月、THQ Nordicは『DarksidersIII』の販売でTHQ Nordicと協力していたアメリカのデベロッパー「Gunfire Games」を買収した。スロバキアのブラチスラバに拠点を置き、『DayZ』のDavid Durcakが率いる社内スタジオ「NineRocks Games」は、「シューティング/サバイバル」ゲームに取り組むために2020年2月にTHQ Nordicによって設立された。
2020年5月には、THQ NordicとEmbracer Groupの別部門Koch Mediaは、いくつかのゲームタイトル配信権を相互移管し、THQ Nordicは『Risen』『Rush for  Berlin』『Sacred』『Second Sight』『Singles:Flirt Up Your Life』の配信権を取得し、『Red Faction』と『Painkiller』をKoch MediaのDeep Silverレーベルに譲渡した。

## 論争
2019年2月26日、THQ Nordicの広報・マーケティングディレクターのフィリップ・ブロックと、事業・製品開発ディレクターのReinhard Polliceが、ゲーマーゲート集団嫌がらせ事件を含む、児童ポルノ、人種差別、ヘイトスピーチと一般的に関連する物議を醸している画像掲示板サイト8chanで「Ask Me Anything」（AMA）の質疑応答の会を開催した。ブロックはTHQ NordicのTwitterアカウントを通じてAMAの開催を発表し、物議を醸している同サイトをAMAの開催地として使用することについて当初の批判を受けた後、Markという名前の人物が「嫌な行為に対処する」と説明していた。8chanでは、ブロックとPolliceの両方が「ロリ」や「ソーシャル・ジャスティス・ウォリアー」などの物議を醸すトピックについて質問するユーザーと交流し、さらなる批判を集めた。
広範な批判の後、ブロックはTHQ NordicのTwitterアカウントで謝罪し、サイトの歴史を調査しておらず、「児童ポルノ、白人至上主義、人種差別を容認していない」と述べた。THQ Nordicの姉妹会社のCoffee Stainは、彼の行動から距離を置いていた。THQ Nordic ABの共同創設者で最高経営責任者のLars Wingeforsは、3月上旬の出来事について謝罪した。

## ゲーム
THQ Nordicのゲーム一覧を参照のこと

## 子会社
THQ Nordicは、複数の開発スタジオのほか、2つの国際流通部門（アメリカのTHQ Nordic Inc.（2012年設立）と日本のTHQ Nordic Japan株式会社（2019年設立））を運営している。
| 名称                  | 場所                           | 設立       | 買収       | 脚注          |
| --------------------- | ------------------------------ | ---------- | ---------- | ------------- |
| Alkimia Interactive   | バルセロナ（スペイン）         | 2018年     | —          | [ 46 ] [ 47 ] |
| Ashborne Games        | ブルノ（チェコ）               | 2020       | —          | [ 48 ]        |
| Black Forest Games    | オッフェンブルク（ドイツ）     | 2012年7月  | 2017年8月  | [ 49 ] [ 23 ] |
| Bugbear Entertainment | ヘルシンキ（フィンランド）     | 2000年     | 2018年11月 | [ 32 ]        |
| Experiment 101        | ストックホルム（スウェーデン） | 2015年     | 2017年11月 | [ 25 ]        |
| Grimlore Games        | ミュンヘン（ドイツ）           | 2013年12月 | —          | [ 8 ]         |
| Gunfire Games         | オースティン（アメリカ）       | 2014年     | 2019年8月  | [ 37 ]        |
| HandyGames            | ギーベルシュタット（ドイツ）   | 2000年     | 2018年7月  | [ 27 ]        |
| Mirage Game Studios   | カールスタード（スウェーデン） | 2016年     | —          | [ 17 ]        |
| Nine Rocks Games      | ブラチスラバ（スロバキア）     | 2020年2月  | —          | [ 38 ]        |
| Pieces Interactive    | Skövde（スウェーデン）         | 2007年     | 2017年8月  | [ 24 ]        |
| Piranha Bytes         | エッセン（ドイツ）             | 1997年     | 2019年5月  | [ 36 ]        |
| Pow Wow Entertainment | ウィーン（オーストリア）       | 2020年8月  | —          |               |
| Purple Lamp Studios   | ウィーン（オーストリア）       | 2018年     | 2020年11月 | [ 50 ]        |
| Rainbow Studios       | フェニックス（アメリカ）       | 2013年     | —          |               |

### 元
| 名称             | 場所                           | 設立   | 買収 | 売却   | 運命 | 脚注          |
| ---------------- | ------------------------------ | ------ | ---- | ------ | ---- | ------------- |
| Foxglove Studios | ストックホルム（スウェーデン） | 2016年 | —    | 2019年 | 売却 | [ 55 ] [ 56 ] |

## ノート
1. ↑  Rainbow Studiosの元祖はTHQが所有していたもので、2010年2月に「THQ Digital Phonix」に改名され、2011年8月に完全に閉鎖された[51][52]。THQ Nordic（当時Nordic Games）はTHQの倒産によるオークションでRainbow Studios開発の『MX vs. TV』フランチャイズを取得し、同社はRainbow Studiosを少なくとも8人の元Rainbow Studiosスタッフと一緒に元の場所で復活させることに決めた[53][54]。